# 圣奥斯定圣殿主教座堂 (圣奥古斯丁)
圣奥斯定圣殿主教座堂（英語：Cathedral Basilica of St. Augustine）是美国佛罗里达州圣奥古斯丁一座历史悠久的教堂，天主教圣奥古斯丁教区的主教座堂。它位于主教座堂广场（Cathedral Place）38号，介于夏洛特街和圣乔治街之间。该堂建于1793–1797年，于1970年4月15日公布为美国 国家历史地标。堂区创立于1565年，是美国本土最古老的基督教教会。

## 历史
1560年代中期，随着西班牙帝国从加勒比海向北扩张到未开发的佛罗里达，建立了圣奥古斯丁殖民地，这是美国大陆上最古老且未中断的的欧洲人定居点。西班牙定居者立即建立了必不可少的宗教设施，一座天主教教堂。从1500年代中期到1600年代中期，西班牙王国 正在经历一场反对新教改革的天主教复兴。
由于早期的殖民者大多是水手或士兵，缺乏建筑专业知识，因此第一座圣奥斯定堂的设计很简单。，很快建造起来。最初的教堂存在时间很短，在1586年在英国人法蘭西斯·德瑞克袭击城市时被烧毁。与二十年前一样，殖民者用稻草和棕榈树仓促建造了一座新教堂，在潮湿的气候中迅速恶化，于1599 年被烧毁。
1605年使用什一奉献，建造了第三座教堂，这一次聘请了经验丰富的建筑师和建筑商，使用木材建造，存在了95年时间，直到1702年南卡罗来纳殖民者詹姆斯•摩尔（James Moore）试图攻打这座城市时，教堂再次被烧毁。
这座教堂消失了 90 多年。虽然在1707 年曾试图重建，但皇家重建资金被用于发放士兵的工资，或被公职人员贪污。在 18 世纪上半叶，神父在圣奥斯定医院举行弥撒，而在土著皈依天主教以后，空间更加不敷使用。
从1763年到1784年，佛罗里达处于英国的统治之下。1784年西班牙收复殖民地后，市民激发了新的自豪感，于是在1793年至1797年间，大规模建造了大规模的圣奥斯定主教座堂。

## 建筑
主教座堂的立面结合了西班牙传教站和新古典主义风格。西班牙传教站风格体现在弯曲的钟形山墙、有限的窗户、粘土瓦、半圆形龛楣、突出的雕像壁龛，以及相对朴素的墙壁。入口处围绕着新古典主义的细节；柱顶用三联浅槽饰装饰。顶部是一个破碎的三角楣饰，下面由一对多立克柱子支撑。的

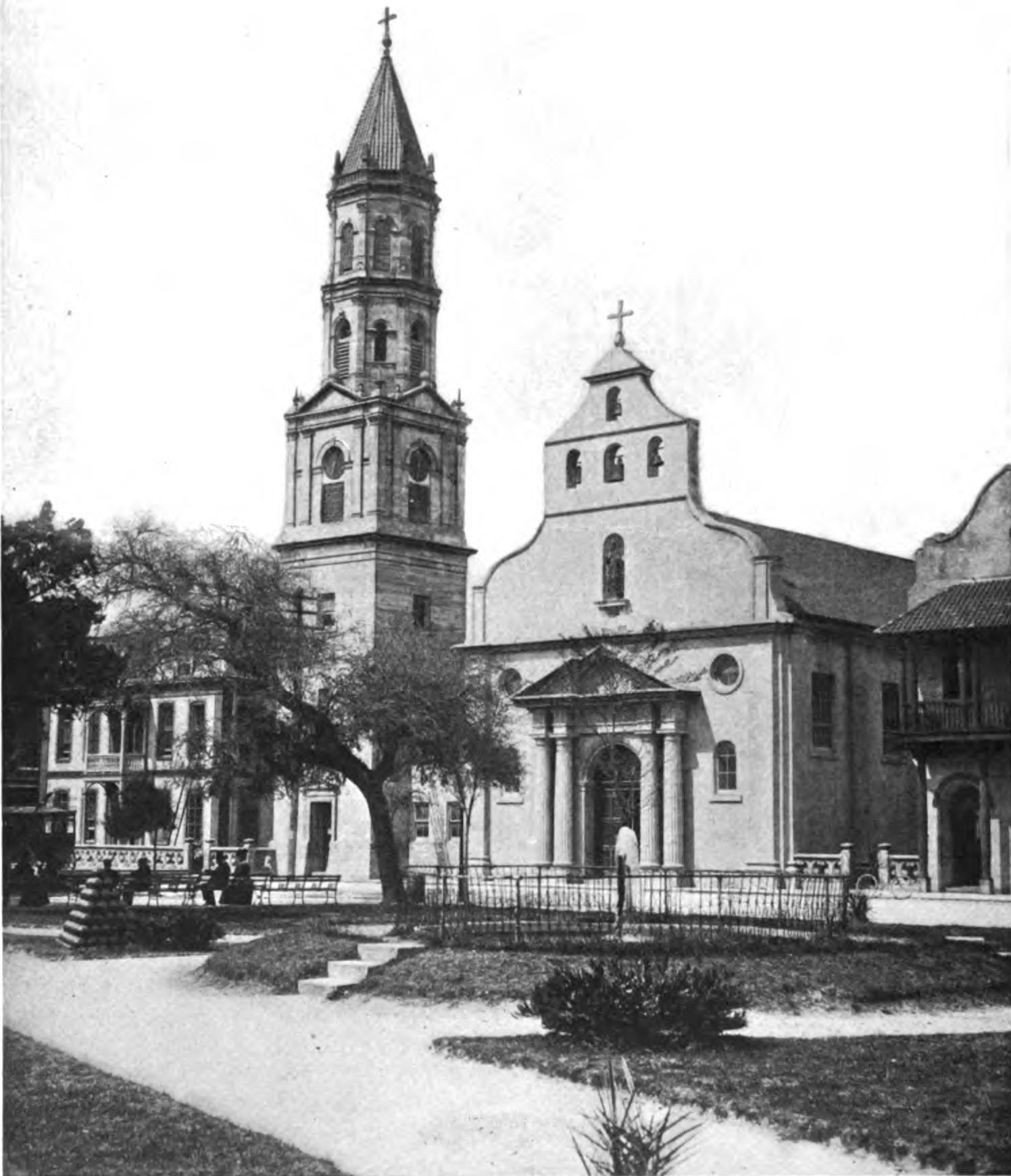

1887年4月12日，随着佛罗里达成为美国的一部分，古老的西班牙建筑再次被烧毁，但外部的贝灰岩砌块和水泥砖石仍然可以挽救。重建工作开始于亨利·弗拉格勒的捐款，以及在全国呼吁筹集资金。教会聘请了来访的纽约建筑师小詹姆斯·伦威克他重建并扩建了教堂，采用矩形-十字形布局和欧式的耳堂。。
伦威克设计了一个优雅的屋顶桁架系统，将装饰性的木材暴露在外，他还增加了一座西班牙文艺复兴风格的钟楼，外露的钟是西方古老的西班牙传教教堂的典型特征。钟楼内放置了四口钟，其中一口来自从前的老教堂，上面刻着：“Sancte Joseph. Ora Pro Nobis. D 1682”，另一口来自英国的一座主教座堂。
贝灰岩（coquina）的石墙，使旧建筑免受火焰的侵扰。这是一种不寻常的材料，显然是受到美洲原住民建筑技术的启发 。贝灰岩是一种来自古代海岸线上贝壳沉积的沉积岩，可以廉价地开采并运到城里。湿的贝灰岩一旦暴露在空气中就会变硬，但仍然足够柔软，易于加工，是一种非常方便的材料。然而，新的墙体，包括钟楼在内，是由现代现浇混凝土制成。

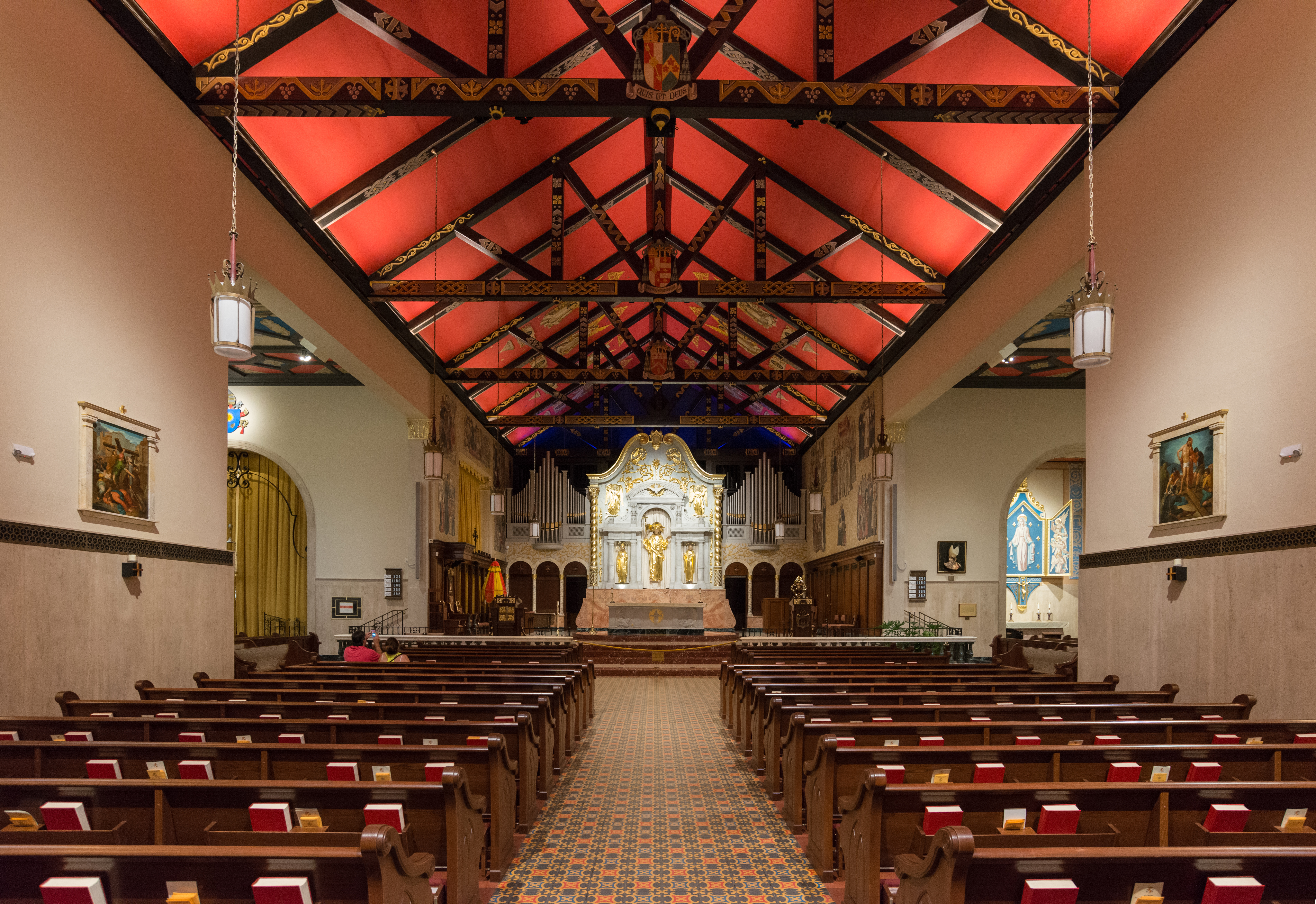
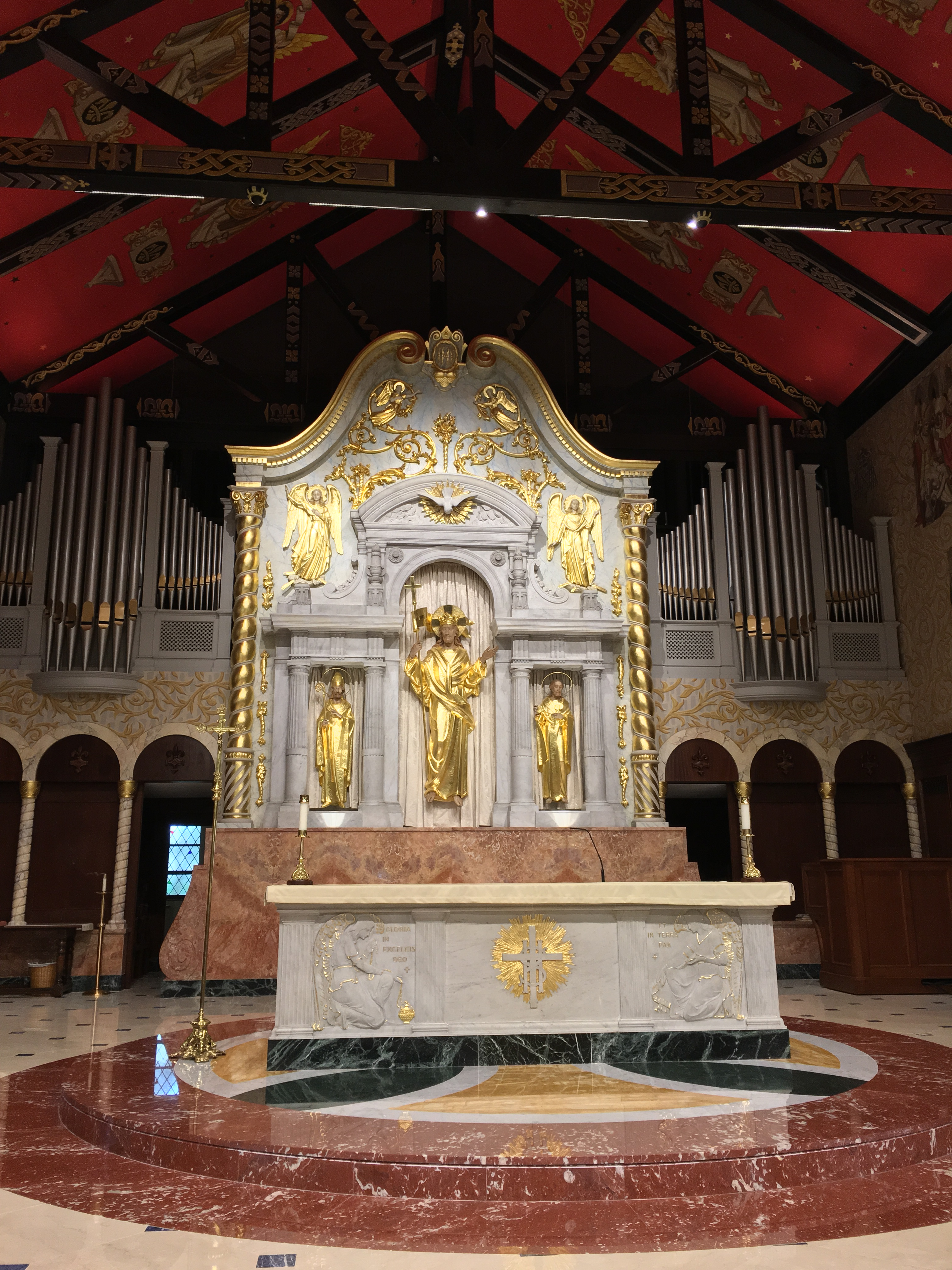
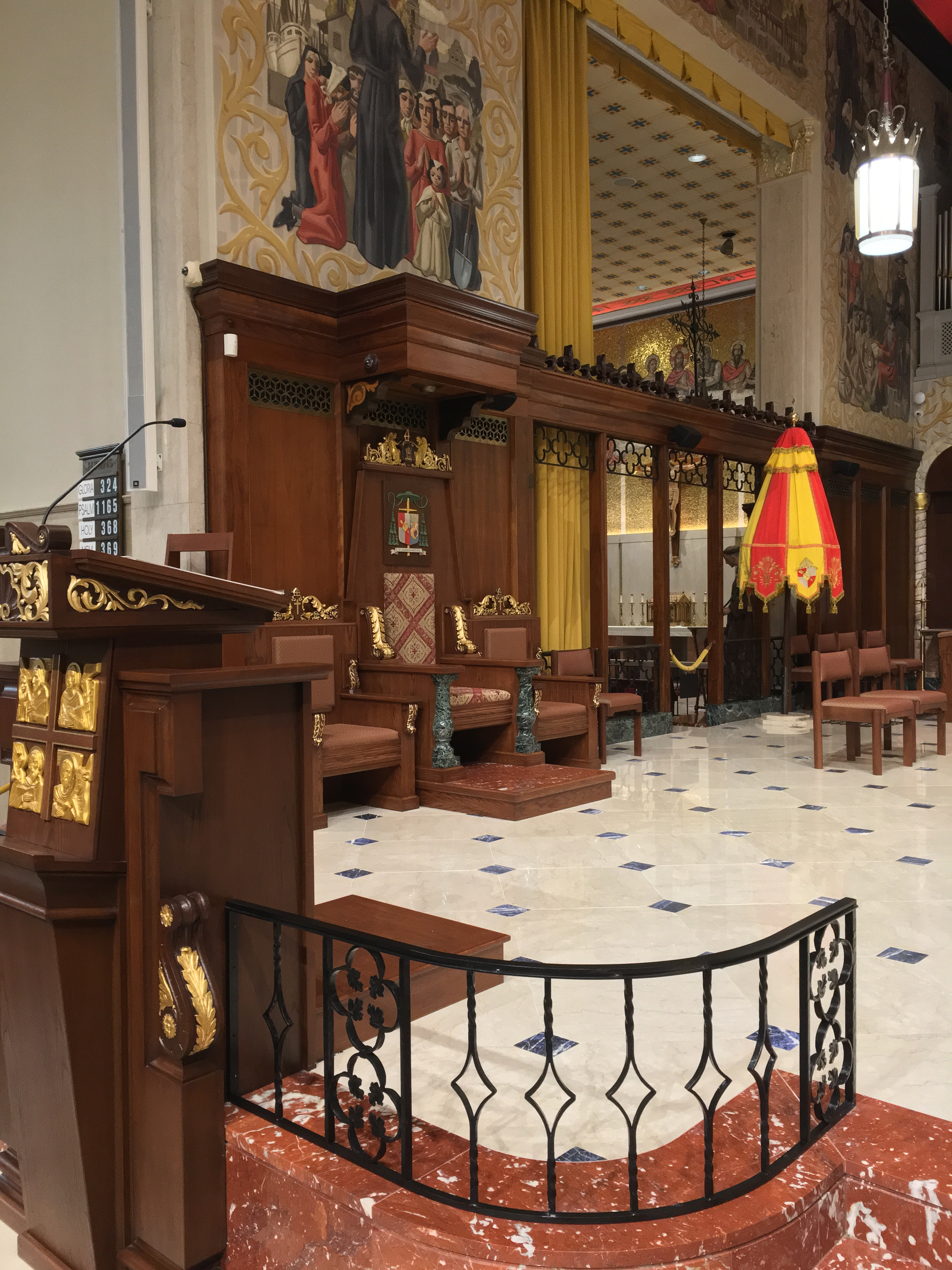
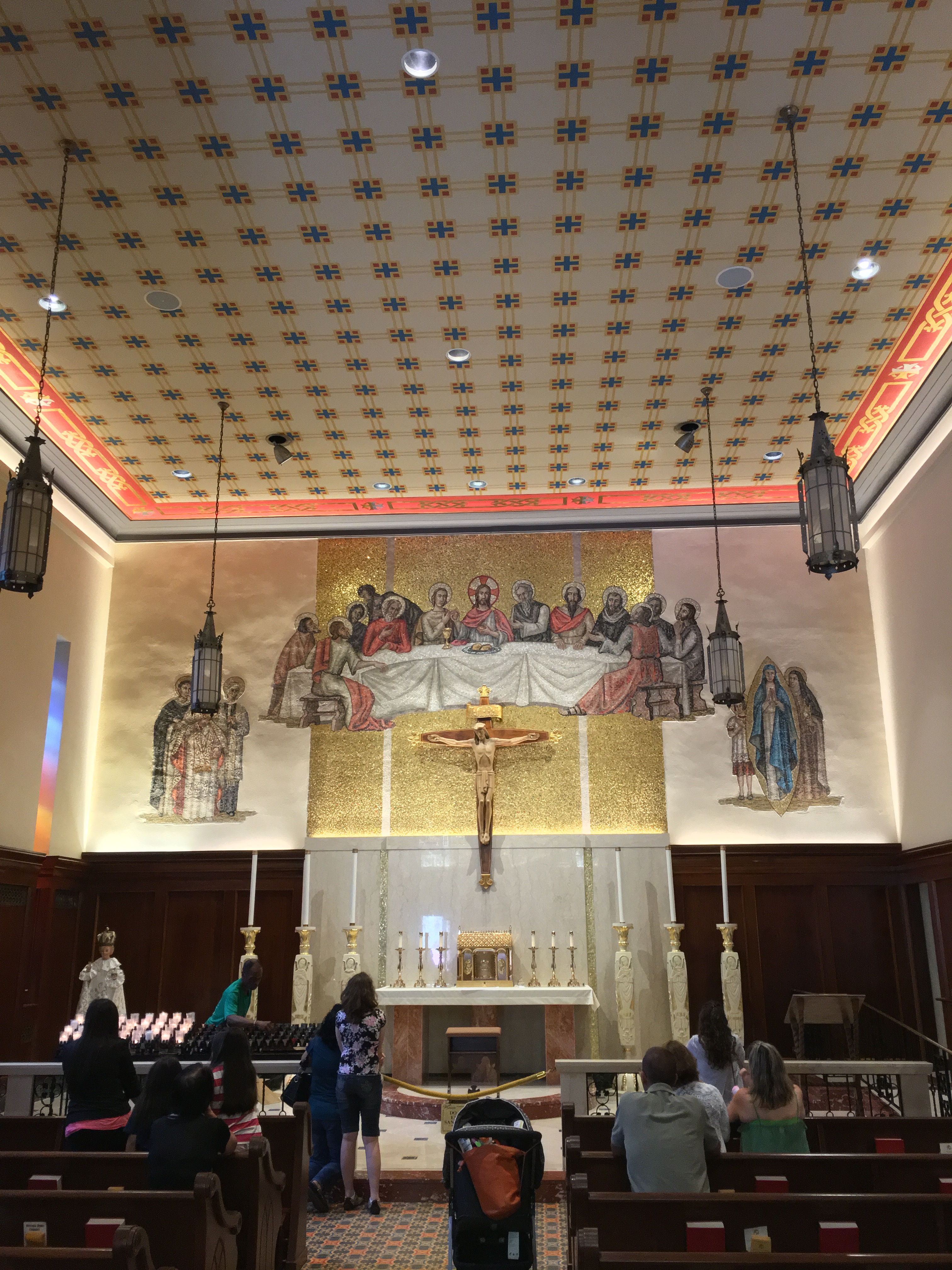
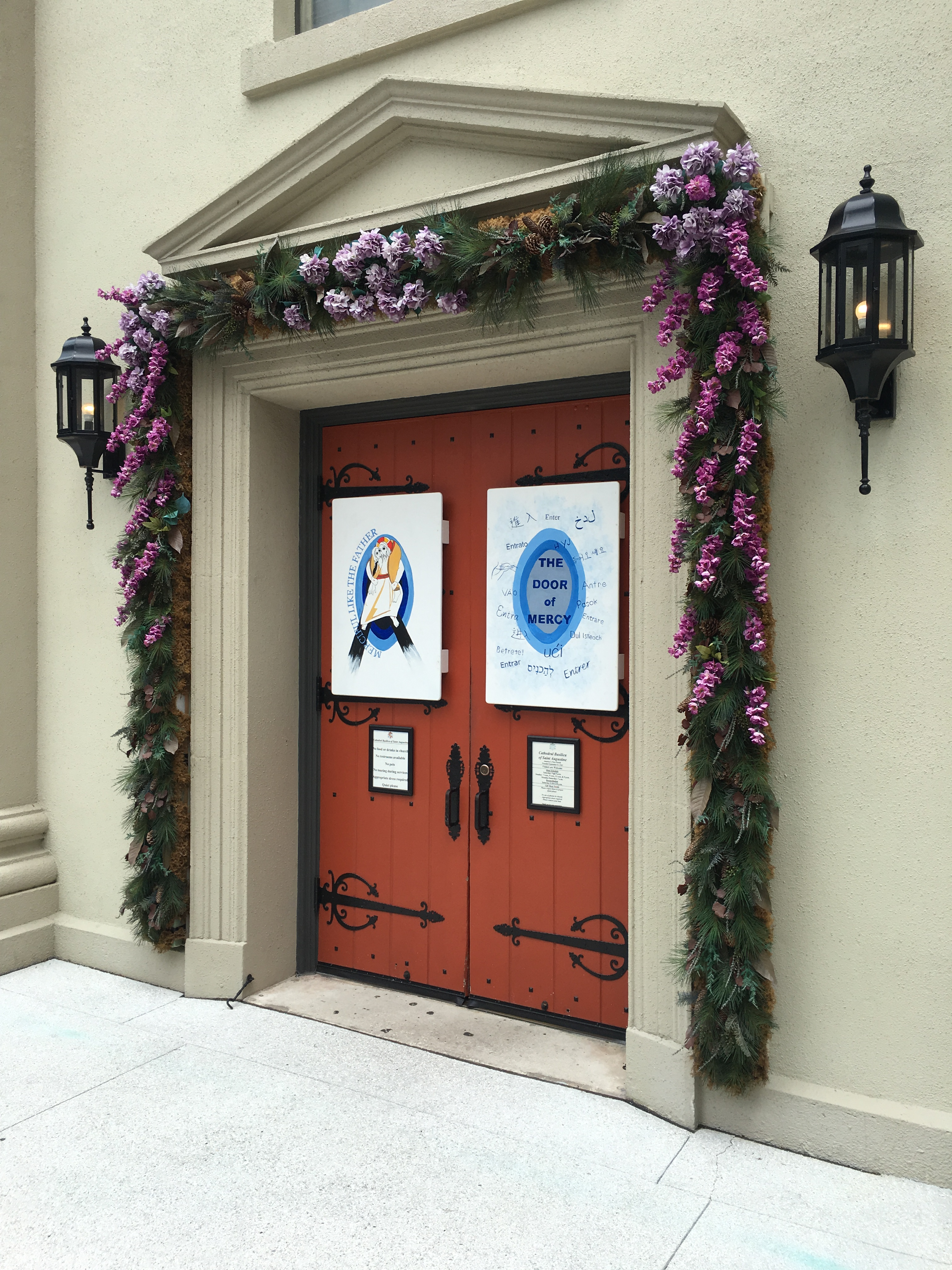
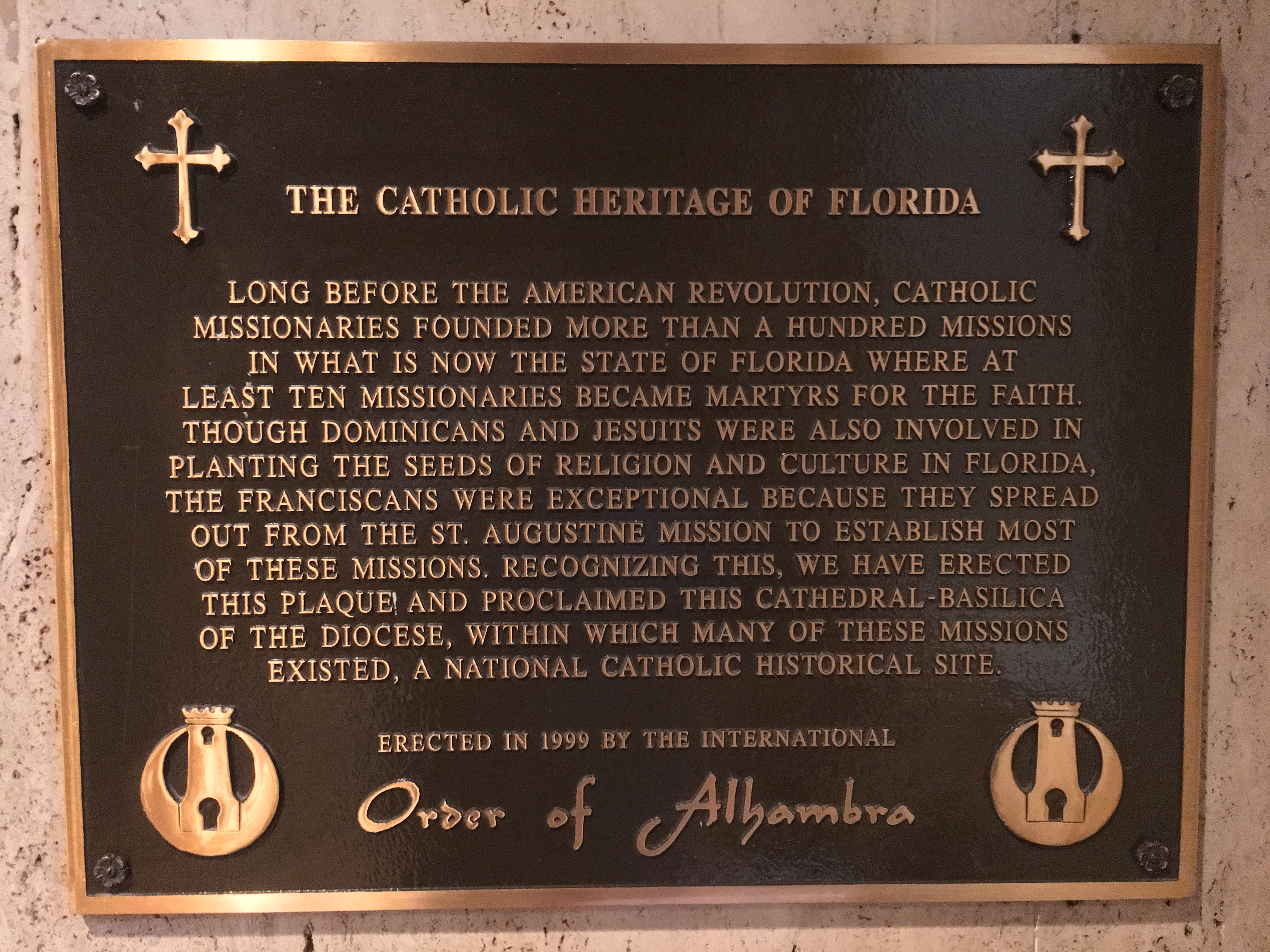